# Nachal Chamra
Nachal Chamra (hebrejsky: נחל חמרה) je vádí v Horní Galileji, v severním Izraeli.
Začíná v nadmořské výšce okolo 400 metrů, na jižním okraji vesnice Pelech, nedaleko okraje terénního zlomu, jenž odtud spadá do údolí Bejt ha-Kerem. Směřuje pak rychle se zahlubujícím a zčásti zalesněným údolím k západu. Z jihu míjí město Džulis, ze severu vesnici Tal El. Pak ústí do vádí Nachal Jichar.